# Ramjibanpur
Ramjibanpur è una suddivisione dell'India, classificata come municipality, di 17.363 abitanti, situata nel distretto di Midnapore Ovest, nello stato federato del Bengala Occidentale. In base al numero di abitanti la città rientra nella classe IV (da 10.000 a 19.999 persone).

## Geografia fisica
La città è situata a 22° 49' 60 N e 87° 37' 0 E e ha un'altitudine di 10 m s.l.m..

## Società

### Evoluzione demografica
Al censimento del 2001 la popolazione di Ramjibanpur assommava a 17.363 persone, delle quali 8.922 maschi e 8.441 femmine. I bambini di età inferiore o uguale ai sei anni assommavano a 2.375, dei quali 1.215 maschi e 1.160 femmine. Infine, coloro che erano in grado di saper almeno leggere e scrivere erano 12.514, dei quali 6.947 maschi e 5.567 femmine.